# Jure Dolenec
Jure Dolenec, slovenski rokometaš, * 6. december 1988, Ljubljana.

## Igralna kariera
Med letoma 2013 in 2017 je igral za francoski Montpellier. Še pred koncem sezone 2016-17, januarja 2017, je podpisal petletno pogodbo s špansko Barcelono.

### Reprezentanca
Za Slovenijo je igral tudi na Svetovnem prvenstvu 2017 v Franciji. Tam je začel nekoliko rezervirano na prvih tekmah, nato pa na odločilnih v končnici na izpadanje prikazal zelo dobre predstave. Na koncu je bil s 26 zadetki tretji strelec ekipe in je pomembno prispeval k osvojitvi končnega tretjega mesta in bronaste medalje.